# استامینوفن
استامینوفن (به انگلیسی: Acetaminophen) یا پاراستامول (Paracetamol) یک مسکن تب‌بُر است که به‌طور گسترده مورد استفاده قرار می‌گیرد. این دارو به شکل، قرص، شربت، آمپول و شیاف ساخته می‌شود که شکل قرص آن پر کاربرد تر است.

## کاربرد
استامینوفن به‌خوبی قابل تحمل بوده و مانند آسپرین عوارض جانبی بسیاری ندارد و از آن‌جاکه برای خرید و مصرف استامینوفن نیاز به نسخه پزشک است. این دارو معمولاً برای درمان تب، سردرد و دردهای خفیف استفاده می‌شود. در صورتی که پاراستامول به همراه ضدالتهاب‌های غیراستروئیدی استفاده شود، می‌تواند در درمان دردهای شدید نیز مؤثر باشد. استامینوفن معمولاً در بیشتر نسخه‌های تجویز شده، برای درمان سرماخوردگی و آنفلوآنزا به‌کار می‌رود. مصرف بسیار بیش از حد آن می‌تواند به مسمومیت کبدی منجر شود. مهم‌ترین علت نارسایی برق‌آسای کبد در غرب، مسمومیت‌های ناشی از پاراستامول است. این دارو عامل اصلی بسیاری از زیاده‌روی در مصرف‌ها در ایالات متحده، انگلستان، نیوزلند و استرالیا است. مشروبات الکلی خطر مسمویت با پاراستامول را افزایش می‌دهند.

## تاریخچه

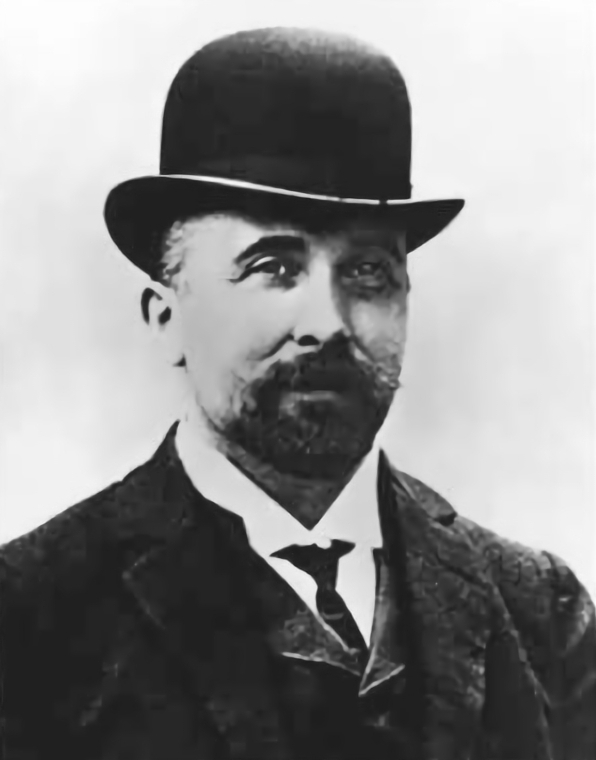
فلیکس هوفمان

در قرون وسطی ترکیبات موجود در پوست درخت بید سفید (گروهی از مواد شیمیایی به نام سالیسینات، که بعدها به تکامل و ظهور آسپرین منجر شدند) و همچنین ترکیبات موجود در پوست درخت اوکالیپتوس به عنوان مواد کاهنده حرارت شناخته می‌شدند. پوست درخت اوکالیپتوس در ساخت گنه‌گنه برای درمان مالاریا به کار رفت که خود گنه‌گنه خاصیت کاهش سطح حرارت بدن را داراست. تلاش‌ها برای پالایش و جداسازی اسید سالیسیلیک و سالیسیلین تا اواخر قرن نوزدهم میلادی ادامه داشت تا اینکه فیلکس هوفمان شیمیدان شرکت آلمانی بایر، این تلاش‌ها را به سرانجام رساند. چهل سال پیش از هوفمان، فریدریک گیرهارد دانشمند و شیمیدان فرانسوی این کار را کرده بود ولی به‌دلیل اینکه گمان می‌برد جداسازی این مواد از یکدیگر امکان‌پذیر نمی‌باشد از ادامه کار منصرف شد. هنگامی که در دهه هشتاد قرن نوزدهم درختان اوکالیپتوس کم‌یاب شدند جستجو برای یافتن جایگزین آغاز شد. در سال ۱۸۸۶ پروفسور آدولف کوسمال در دانشگاه استراسبورگ در حال مطالعه بر روی تأثیرات ماده ضد انگل نفتالین بود، هنگامی که نفتالین موجود در آزمایشگاه تمام شد دو تن از همکاران جوانش به نام‌های أرنولد کان و پل هپ برای تهیه نفتالین به داروخانه رفتند لیکن داروساز به اشتباه اسیتانیلید را به جای نفتالین به آن‌ها فروخت. آنان پس از مطالعه، از اثرات کاهنده حرارت اسیتانیلید شگفت‌زده شدند و به لطف اشتباه داروساز، خواص کاهنده حرارت استانیلید کشف گردید. اما خواص ضد درد اسیتانیلید، سال‌های زیادی پس از این ماجرا کشف شد. اسیتانیلید در واقع پدر پاراستامول و فیناسیتین است. دکتر هپ برادری داشت که در شرکت کوچکی به نام «کاله و شرکاء» که تولیدکننده اسیتانیلید بود، فعالیت می‌کرد. او به دکتر هپ پیشنهاد داد این یافته جدید را برای رقابت با سایر کاهنده‌های حرارت موجود، مانند اسید سالیسیلیک، روانه بازار کند. پس از آن اسیتانیلید با نام تجاری آنتی فیبرین وارد بازار شد. در پایان سال ۱۸۸۰ پارانیتروفینول با قیمتی ارزان‌تر از اسیتانیلید وارد بازار شد. کارل دویسبورگ مسئول تحقیقات در شرکت بایرن که به نام شرکت فردریک بایر و شرکاء معروف بود، از کارکنان بخش پارانیتروفینول خواست تا کاربرد مفیدی برای این محصول بیابند. اسکار هینزبرگ به تبدیل این ماده به اسیتوفنیتدین می‌اندیشید. ایده اولیه ساخت این ماده جدید تنها براساس اهدافی تجاری بود لیکن بخت با آن‌ها یار بود و آزمایش‌ها نشان داد که این ماده از آنتی فیبرین قویتر بوده و عوارض جانبی کمتری دارد، لذا دویسبورگ تصمیم به فروش این ماده با نام تجاری فیناسیتین گرفت. پیش از آن و در سال ۱۸۷۸ هارمون نورثروپ مورسه
برای اولین بار پاراستامول را از طریق اکسایش و کاهش پارانیتروفینول با قلع در اسید استیک خلق کرد. با اینحال پاراستامول تا سال ۱۸۹۳ در درمان‌های پزشکی به کار نرفت تا اینکه در همان سال پاراستامول در نمونه‌های ادراری افرادی که فیناسیتین استفاده کرده‌بودند مشاهده گشت. شیمیدانان آن را روی ترکیبی سفیدرنگ و بلورین متمرکز کردند. در سال ۱۸۹۹ کشف شد که پاراستامول متابولیت اسیتانیلید است اما این اکتشاف نادیده گرفته شد. در سال ۱۹۴۶ به مؤسسه تحقیقات مسکن‌ها و داروهای آرام‌بخش، بودجه‌ای به منظور مطالعه روی مشکلات مرتبط با مسکن‌ها، از سوی مقامات نیویورک اختصاص داده شد و برنارد برودی و جولیوس اکسلرود برای بررسی علل ظهور مت هموگلوبینمیا، که در واقع حالتی است که خون توانایی حمل اکسیژن را از دست داده و ممکن است به فوت بیمار منجر شود، تعیین شدند. در سال ۱۹۴۸ برودی و اکسلرود مت هموگلوبینمیا را به مصرف اسیتانیلید ربط دادند و تأکید کردند تأثیرات مسکن استانیلید به دلیل متابولیت فعال آن یعنی پاراستامول است. آنان تأکید کردند حال که پاراستامول تأثیرات منفی اسیتانیلید را ندارد باید جایگزین آن شود.

## نحوهٔ مصرف
قرص استامینوفن را می‌توان برای سهولت بلع، خرد کرد. اشکال خوراکی استامینوفن را می‌توان با مقدار اندکی از مواد غذایی نظیر ماست یا مربا مخلوط کرد. برای استعمال راحت‌تر شیاف بهتر است آن را ۳۰ دقیقه در یخچال نگاه داشت. اگر یک نوبت دارو را فراموش کردید، می‌توانید هنگامی که آن را به یاد آوردید مصرفش کنید. اما اگر تقریباً زمان نوبت بعدی رسیده‌است، نوبت فراموش شده را رها کرده به برنامه دارویی منظم خود بازگردید. و هرگز مقدار دارو را دوبرابر نکنید.

## توصیه در هنگام مصرف
اگر استامینوفن را به سبب درد، تب یا گلودرد مصرف می‌کنید در هریک از شرایط زیر با پزشکتان مشورت کنید:
درد بیش از ۱۰ روز (در کودکان ۵ روز) طول بکشد یا اینکه علامت جدیدی به آن اضافه شود.
تب بیش از ۳ روز طول بکشد، بدتر شود، یا علامت جدیدی اضافه شود.
گلودرد دردناکتر شود، بیش از ۲ روز طول بکشد، یا تهوع، استفراغ، مشکلات پوستی، یا سردرد رخ دهد.

### هشدارها و عوارض جانبی
در صورتی که دچار هریک از نشانه‌های جدی زیر شدید، استامینوفن خود را قطع کرده، با پزشکتان تماس بگیرید: زردی پوست یا چشمها، اسهال، بی‌اشتهایی، تهوع، یا استفراغ، معده درد، درد، تورم یا حساسیت در بالای شکم، مدفوع سیاه و قیری شکل، ادرار خونی یا کدر، کاهش ناگهانی ادرار، کبود شدگی یا خون‌ریزی غیرعادی، بثورات جلدی، زخم‌های دهانی، یا تب یا گلودردی که پیش از درمان وجود نداشته و ناشی از بیماری ای که بخاطرش تحت درمان قرار گرفته‌اید، نباشد. مصرف بیش از ۴ گرم استامینوفن در روز در دراز مدت باعث بروز نارسایی شدید کبدی می‌گردد.
تاری دید شدید و کوری و ضعف حتی از کار افتادن کبد گزارش شده.
قبل و بعد از مصرف این دارو به هیچ عنوان نباید نوشیدنی الکلی مصرف کرد چون باعث تخریب جبران ناپذیر بافت کبد می‌شود.
در هنگام مصرف این دارو نباید از سایر مسکن‌ها استفاده کرد مگر با تجویز پزشک شما.

## اطلاعات دیگر
اشکال ژنریک استامینوفن ارزانتر از انواع تجاری هستند و در اکثر موارد به همان اندازه مؤثرند. فراورده‌های استامینوفن طولانی‌اثر گرانتر می‌باشند، ولی ممکن است مصرفشان راحت‌تر و مناسبتر باشد.

## استامینوفن و ایجاد بی‌احساسی
اخیراً طی یکی از آزمایش‌ها انجام گرفته مشخص شده‌استامینوفن علاوه برایجاد تسکین می‌تواند باعث ایجاد بی‌تفاوتی در افراد شود چنان‌که نسبت به همه احساسات مثبت و منفی واکنش عاطفی کمتری نشان دهند. آزمایش بدین گونه صورت گرفت که به گروهی از افراد مقداری استامینوفن داده شد و بعد آن‌ها را برابر تصاویری که باعث تحریک احساسات می‌شود قرار دادند (مثل تصویر یک حیوان) پس از آن افرادی که تحت تأثیر استامینوفن به پورتورها می‌نگریستند کمتر از کسانی که در خونشان استامینوفن وجود نداشت واکنش عاطفی نشان دادند. البته نتایج تحقیقات همچنین ثابت کرد احتمال اینکه بشود از این مسکن برای مهار استرس استفاده کرد پایین است..

## واژه‌نامه
1. ↑  Non-steroidal anti-inflammatory-drugs
2. ↑  Overdose
3. ↑  Felix Hoffmann
4. ↑  Charles Frédéric Gerhardt
5. ↑  Adolf Kussmaul
6. ↑  Arnold Cahn
7. ↑  Paul Hepp
8. ↑  antifebrin
9. ↑  Carl Duisberg
10. ↑  Oscar Hinsberg
11. ↑  Harmon Northrop Morse
12. ↑  Bernard Brodie
13. ↑  CJulius Axelrod
14. ↑  Methemoglobinemia